# Top Rap Albums
Top Rap Albums je top ljestvica časopisa Billboard koja se bazira na rap i hip hop albumima. Ljestvica je nastala 13. studenog 2004. godine. Prvi broj jedan bio je zajednički album Jay Z-ja i R. Kellyja Unfinished Business, a broj dva je bio album Thug Matrimony: Married to the Streets Trick Daddyja.
Trenutni broj jedan na top ljestvici je album Triple F Life: Fans, Friends & Family repera Wake Flocke Flamea.

## Unutarnje poveznice
- Billboard
- Rap Songs
- Hot R&B/Hip-Hop Songs
- Top R&B/Hip-Hop Albums

## Vanjske poveznice
- Službena stranica
- Trenutna ljestvica - Top Rap Albums